# Pearl Jam 1993 European and North American Tour
Pearl Jam 1993 European and North American Tour – trzecia trasa koncertowa zespołu Pearl Jam, która odbyła się w 1993 r. Obejmowała 12 koncertów w Ameryce Północnej i 13 w Europie.

## Program koncertów

### Utwory Pearl Jam
1. "Alive"
2. "Alone"
3. "Black"
4. "Blood"
5. "Daughter"
6. "Deep"
7. "Dirty Frank" (fragment)
8. "Dissident"
9. "Elderly Woman Behind the Counter in a Small Town"
10. "Even Flow"
11. "Footsteps"
12. "Garden"
13. "Glorified G"
14. "Go"
15. "Hard to Imagine" (fragment)
16. "Indifference"
17. "Jeremy"
18. "Leash"
19. "Ocean"
20. "Once"
21. "Porsch"
22. "Rats"
23. "Rearviewmirror"
24. "Release"
25. "State of Love and Trust"
26. "W.M.A.
27. "Whipping"
28. "Why Go"

### Covery innych wykonawców
1. "Across the Universe" (The Beatles) (fragment)
2. "Angie" (The Rolling Stones) (fragment)
3. "Baba O'Riley" (The Who)
4. "Beats of Burden" (The Rolling Stones) (fragment)
5. "Crazy Mary" (Victoria Williams)
6. "Fuckin' Up" (Neil Young)
7. "Gimme Shelter" (The Rolling Stones) (fragment)
8. "The Kids Are Alright" (The Who)
9. "MLK" (U2) (fragment)
10. "Owner of a Lonely Heart" (Yes)
11. "Pulled Up" (Talking Heads) (fragment)
12. "The Real Me" (The Who) (fragment)
13. "Rockin' in The Free World" (Neil Young)
14. "Ruby Tuesday" (The Rolling Stones) (fragment)
15. "Sonic Reducer" (The Dead Boys)
16. "Suck You Dry" (Mudhoney) (fragment)
17. "Sympathy for the Devil" (The Rolling Stones) (fragment)
18. "Tearing" (The Rolling Stones) (fragment)
19. "Tonight the Night" (Neil Young) (fragment)

## Lista koncertów

### Koncerty wstępne
1. 16 czerwca 1993 - Missoula, Montana - University Theatre, University of Montana-Misoula (jako support Orgone Box)
2. 17 czerwca 1993 - Spokane, Waszyngton - The Met (jako support Lazy Susan)

### Europa
1. 26 czerwca 1993 - Oslo, Norwegia - Sentrum Scene
2. 27 czerwca 1993 - Oslo, Norwegia - Isle of Calf Festival (Kalvoya)
3. 28 czerwca 1993 - Sztokholm, Szwecja - Sjöhistoriska Museet
4. 30 czerwca 1993 - Helsinki, Finlandia - Jäähalli (od 27 do 30 czerwca supportem był Neil Young; 28 czerwca Pearl Jam supportował zespół Red Fun)
5. 2 lipca 1993 - Werona, Włochy - Stadio Bentegodi
6. 3 lipca 1993 - Werona, Włochy - Stadio Bentegodi
7. 6 lipca 1993 - Rzym, Włochy - Stadio Flaminio
8. 7 lipca 1993 - Rzym, Włochy - Stadio Flaminio (we Włoszech supportem było U2)
9. 10 lipca 1993 - Slane, Irlandia - Slane Concert (artyści supportujący: Van Morrison i Neil Young)
10. 11 lipca 1993 - Londyn, Anglia - Finsbury Park (artyści supportujący: Neil Young, James, Teenage FanClub i 4 Non Blondes)
11. 13 lipca 1993 - Londyn, Anglia - Brixton Academy
12. 16 lipca 1993 - Rotterdam, Holandia - Sportpaleis Ahoy
13. 18 lipca 1993 - Amsterdam, Holandia - Paradiso (od koncertu w Brixton Academy do Paradiso w Amsterdamie supportem był zespół Tribe After Tribe)

### Ameryka Północna
1. 11 sierpnia 1993 - Calgary, Alberta, Kanada - Max Ball Arena
2. 12 sierpnia 1993 - Edmonton, Alberta, Kanada - Convention Center (11 i 12 sierpnia supportem był Cadillac Tramp)
3. 14 sierpnia 1993 - Gimli, Manitoba, Kanada - Gimli Motorspark
4. 17 sierpnia 1993 - Hull, Quebec, Kanada - Robert Guentin Arena (jako support Doughboys)
5. 18 sierpnia 1993 - Toronto, Ontario, Kanada - CNE Stadium
6. 19 sierpnia 1993 - Montreal, Quebec, Kanada - Verdun Auditorium (jako support Doughboys)
7. 2 września 1993 - Los Angeles, Kalifornia - Viper Room
8. 4 września 1993 - Vancouver, Kolumbia Brytyjska, Kanada - BC Place Stadium (jako support Neil Young) oraz Seattle, Waszyngton - Rendezvous Club
9. 5 września 1993 - George, Waszyngton - The Gorge Amphitheatre
10. 6 września 1993 - Portland, Oregon - Portland Meadows (jako support Neil Young)

## Muzycy
- Eddie Vedder - wokal prowadzący, gitara
- Mike McReady - gitara prowadząca
- Stone Gossard - gitara rytmiczna
- Jeff Ament - gitara basowa
- Dave Abbruzesse - perkusja